# Marcos de Niza

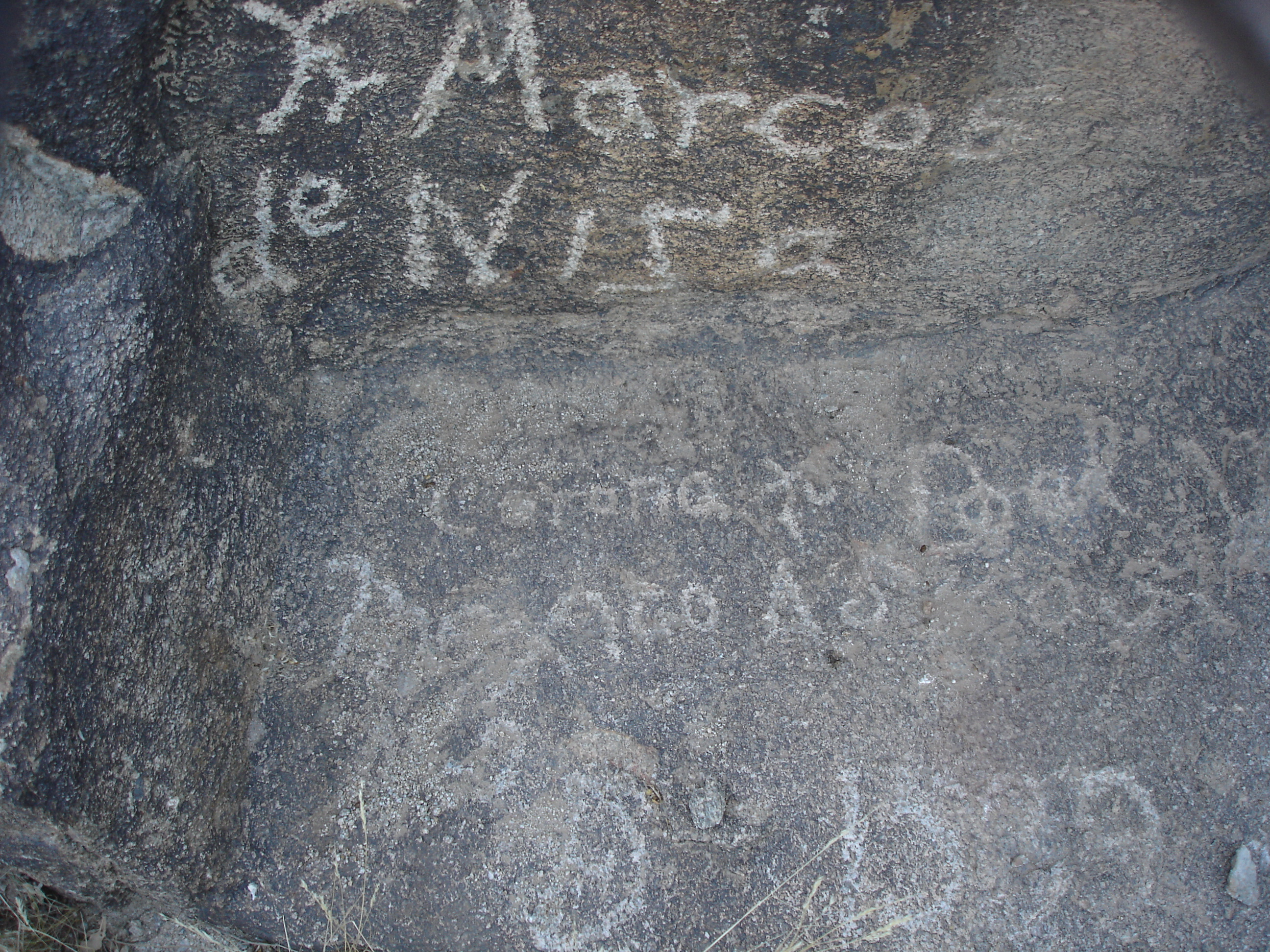
Denna graffiti lämnade Marcos år 1539 efter sig på en sten i vad som nu är South Mountain Park i Phoenix.

Marcos de Niza, född ungefär 1495 och död 25 mars 1558, var en fransk franciskanermunk född i Nice (därav namnet, som betyder Marcos av Nice). 1531 reste Marcos till Amerika, och tjänade där sin orden i nuvarande Peru, Guatemala och Mexiko. Det fanns rykten om att landet norr om Sonora skulle vara rikt, främst baserat på uppgifter från Álvar Núñez Cabeza de Vaca, och Marcos blev utvald att utforska detta varför han lämnade Culiacán i mars 1539.
Marcos återvände till Culiacán i september samma år, sedan han rest genom sydöstra Arizona och nått fram till staden Cibola och betraktat den på avstånd. I sina rapporter beskrev Cibola som en stad av Mexico Citys storlek, vilket mycket möjligt kan ha varit sant. Han inkluderade dock även mycket hörsägen i sin rapport, Descubrimiento de las siete ciudades, och beskrev Cibolas sju gyllene städer vilken föranledde Francisco Vásquez de Coronados upptäckts- och erövringsfärd året efter. Marcos medverkade på expeditionen som guide. Den slutade i stort misslyckande, då inga rikedomar stod att finna.
Mellan de två resorna till Cibola blev Marcos utsedd till sin ordens religiösa överhuvud i Mexiko. Sedan han skickats hem från Coronados misslyckade expedition återvände han 1541 till huvudstaden, där han avled 1558.